# Приймак Віталій Миколайович
Віта́лій Микола́йович Прийма́к (1977—2014) — солдат Збройних сил України, учасник російсько-української війни.

## Короткий життєпис
Народився 1977 року в смт Полянка Баранівського району Житомирської області. Закінчив загальноосвітню школу, пройшов строкову військову службу в лавах ЗСУ. В мирний час проживав у селі Берестівка. Виріс у багатодітній сім'ї, мріяв створити свою сім'ю.
У часі війни мобілізований навесні 2014-го — кулеметник, 30-та окрема механізована бригада. З літа 2014 року брав участь у боях на сході України.
6 серпня 2014-го загинув біля села Степанівка — колона з технікою потрапила під мінометний обстріл терористів.
Похований 9 серпня 2014 року в селі Берестівка Баранівського району.

## Нагороди та вшанування
За особисту мужність і героїзм, виявлені у захисті державного суверенітету та територіальної цілісності України, вірність військовій присязі під час російсько-української війни, відзначений — нагороджений
- 27 червня 2015 року — орденом «За мужність» III ступеня (посмертно)
- 4 серпня 2015 року у селі Берестівка біля меморіалу героям Другої світової війни відкрито пам'ятний знак Віталію Приймаку
- вшановується 6 серпня в Міністерстві оборони України на щоденному ранковому церемоніалі вшанування захисників України, які загинули цього дня у різні роки внаслідок російської збройної агресії на Сході України.[2]